# 台中国際空港
台中国際空港（たいちゅうこくさいくうこう、台: 臺中國際機場、英: Taichung International Airport）、台中清泉崗飛行場（たいちゅうせいせんこうひこうじょう、台: 臺中清泉崗機場、英: Taichun Chingchuankang Air Base）は、台湾台中市沙鹿区に位置する飛行場である。台中空港、清泉崗基地、清泉崗飛行場とも呼ばれる。2023年には、台湾で6番目に利用者の多い空港となり、今後も路線拡大が予定されている。

## 歴史

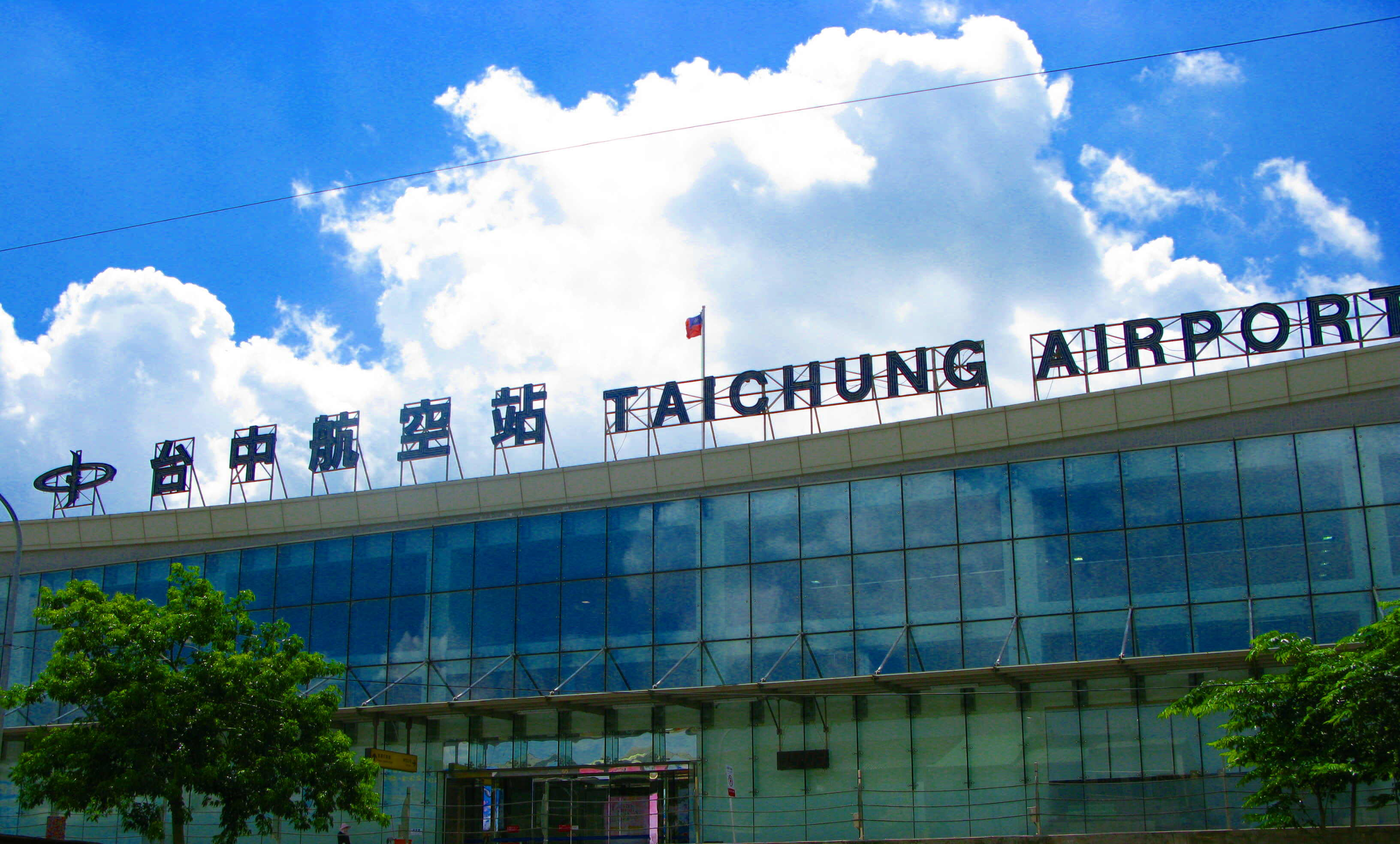
第一ターミナルビル

### 前史
台中空港の前身は日本統治時代の1936年（昭和11年）に設置された「公館飛行場」である。1954年（民国43年）、米華相互防衛条約に従い拡充され、軍民共用空港の「清泉崗空港」に改称された。
1966年、この空港に、アメリカ空軍統合軍航空基地を設立した。当時、極東で最大の空軍基地であり、ボーイングB-52ストラトフォートレス爆撃機が着陸できた。ベトナム戦争中、アメリカ空軍の補給ポイントとなり、この空港と台中水湳空港を拠点に、米軍はベトナム、カンボジア、ラオスへの爆撃、偵察、貨物輸送の多くを実行した。この基地は、1979年に米国が中華人民共和国と外交関係を樹立した後、閉鎖、撤去された。
2004年（民国93年）3月5日には軍民共用空港として台中市西屯区に位置していた「台中水湳空港」の全ての国内線が清泉崗空港に移された。旧水湳空港は供用停止され、跡地の再開発が進められている。

### 台中国際空港へ名称変更
2017年（民国106年）1月3日、清泉崗空港から台中国際空港へと名称が変更された。同年4月6日、日本の中部国際空港と、友好空港としての相互提携を結んだ。

## 就航航空会社と就航都市
| 航空会社                 | 就航地                                                            | ターミナル |
| ------------------------ | ----------------------------------------------------------------- | ---------- |
| チャイナエアライン       | 澎湖                                                              | 国内       |
| チャイナエアライン       | ホーチミン                                                        | 国際       |
| スターラックス航空       | マカオ、大阪/神戸(定期チャーター)、高松、那覇、ダナン、フーコック | 国際       |
| マンダリン航空           | 花蓮、澎湖、金門                                                  | 国内       |
| マンダリン航空           | ホーチミン                                                        | 国際       |
| ユニー航空               | 澎湖、金門、馬祖南竿                                              | 国内       |
| タイガーエア台湾         | マカオ、釜山、名古屋/中部(定期チャーター)                         | 国際       |
| キャセイパシフィック航空 | 香港                                                              | 国際       |
| 香港エクスプレス         | 香港                                                              | 国際       |
| 大韓航空                 | ソウル/仁川                                                       | 国際       |
| ティーウェイ航空         | ソウル/仁川                                                       | 国際       |
| ベトジェットエア         | ハノイ、ホーチミン、フーコック                                    | 国際       |

## 交通
かつては神岡線が清泉崗基地へのジェット燃料等の物資輸送の為基地内まで敷設されていたが、ベトナム戦争後の輸送量低下により廃止となり、旅客化はされなかった。

### 鉄道
- 台中捷運空港線の計画がある。
- 最寄駅は海岸線の沙鹿駅もしくは清水駅だが、鉄道で直接アクセスはできないため、タクシーで10分、バスで30分程度かかる。高鉄台中駅へは市内バス156系統で、台鉄台中駅へは市内バス9系統か302系統などで行けるが、ローカルバスで約1時間、BRT経由タイプで約45分ほどかかる。

### 路線バス
2013年4月10日の新ターミナルビル完成により、当空港を経由する全ての市内バスは新ターミナルビル一階のバス乗り場より発着する。台中市内方面各地への路線がある。

### タクシー
国際線ターミナル地下1階にタクシー乗り場がある。

## 清泉崗空軍基地
1954年、現在の位置に軍民共用の飛行場として開設された。清泉崗空軍基地 (Ching Chuan Kang Air Base) として、専ら中華民国空軍が使用した。
台中空港の前身は日本統治時代の1936年（昭和11年）に設置された「公館飛行場」である。1950年（民国39年）に「清泉崗飛行場」と命名（将軍の邱清泉〈1902 - 1949年〉にちなむ名称）された。1954年（民国43年）、米華相互防衛条約に従い拡充された。
2004年（民国93年）3月5日には軍民共用空港として台中市西屯区に位置していた「台中水湳空港」の全ての国内線が清泉崗空港に移され、名称も「中部国際空港」と改称された。旧水湳空港は供用停止され、跡地の再開発が進められている。
清泉崗空軍基地（せいせんこうくうぐんきち、繁体字:清泉崗空軍基地、英語:Ching Chuan Kang Air Base）は日本敗戦後、アメリカ空軍の支援施設であったが、米華相互防衛条約により施設拡張とジェット機化が行われ、1958年（民国47年）にアメリカ空軍第83戦闘迎撃飛行隊が、翌1959年（民国48年）に中華民国空軍第427戦術戦闘機連隊が移駐して使用している。1965年（民国54年）4月、カリフォルニア州ジョージ空軍基地の第479戦術戦闘航空団が2つのF-104C飛行隊を派遣し、第434飛行隊と第435飛行隊が清泉崗基地に移駐した。
1960年代のベトナム戦争の勃発後、清泉崗基地は在台米軍の最大の基地の一つとなった。
1966年（民国55年）1月22日、C-123輸送機とC-130輸送機によって編成された第314空輸航空団が、東南アジアにおける米軍の人員、材料、航空輸送の拠点である清泉崗基地に再配置された。
1971年（民国60年）以降、第314空輸航空団は台湾から撤退し、アーカンソー州リトルロック空軍基地へ移駐した。第314空輸航空団の任務は、同年5月31日に沖縄の嘉手納基地に所属していたの米国太平洋空軍の第374空輸航空団によって引き継がれた。また、清泉崗基地は、アジアのさまざまな戦場で輸送機の主要な供給基地および中継基地になりつつある。
1972年（民国61年）11月6日、アメリカ空軍の第18航空団第44戦術戦闘飛行隊と第67戦術戦闘飛行隊のF-4戦闘機が清泉崗基地に移駐した。アメリカ空軍は米中国交正常化に伴い撤退している。

### 配置部隊
- 第3戦術戦闘航空団
  - 第7中隊 - F-CK-1
  - 第28中隊 - F-CK-1
  - 測試基評価中隊 - F-CK-1

### 歴代運用機
- F-86（1959年 - 1962年）
- F-104（1962年 - 1998年）
- F-4（1972年 - 1979年）
- F-CK-1（1995年 - ）

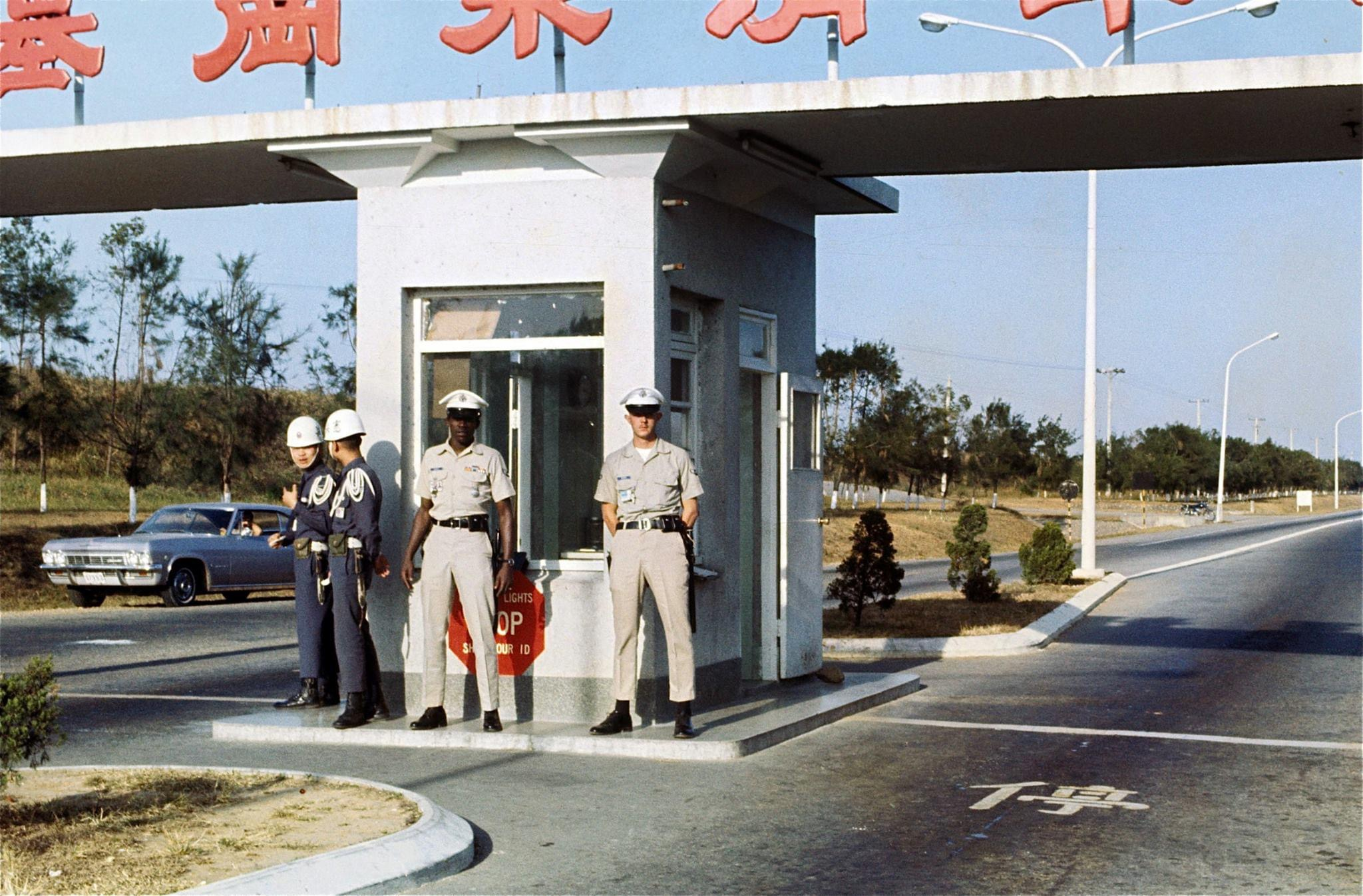
清泉崗空軍基地の正門、アメリカ空軍警備隊と台湾空軍憲兵の合同警備隊（1969年）
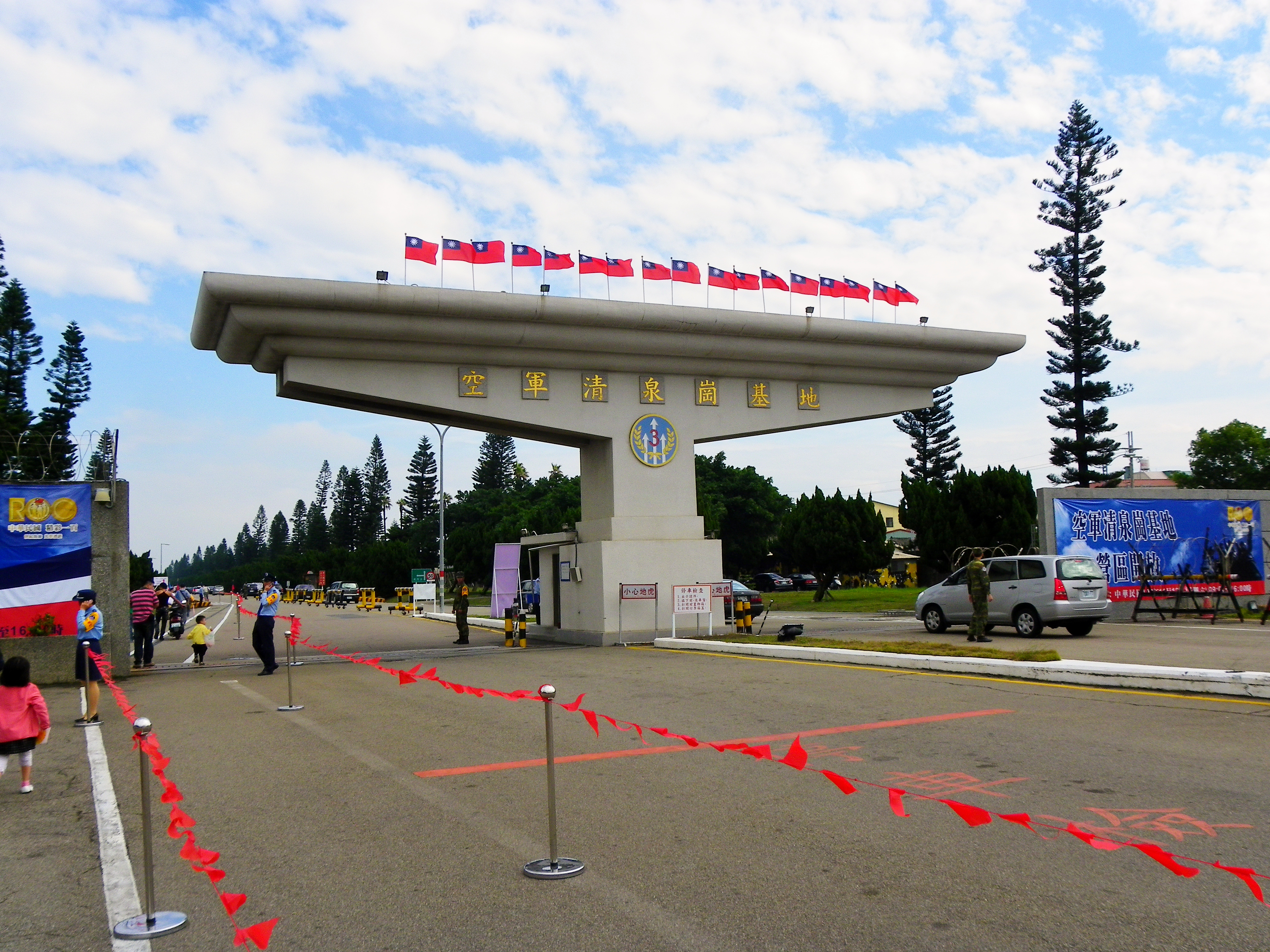
清泉崗空軍基地の正門（2011年）
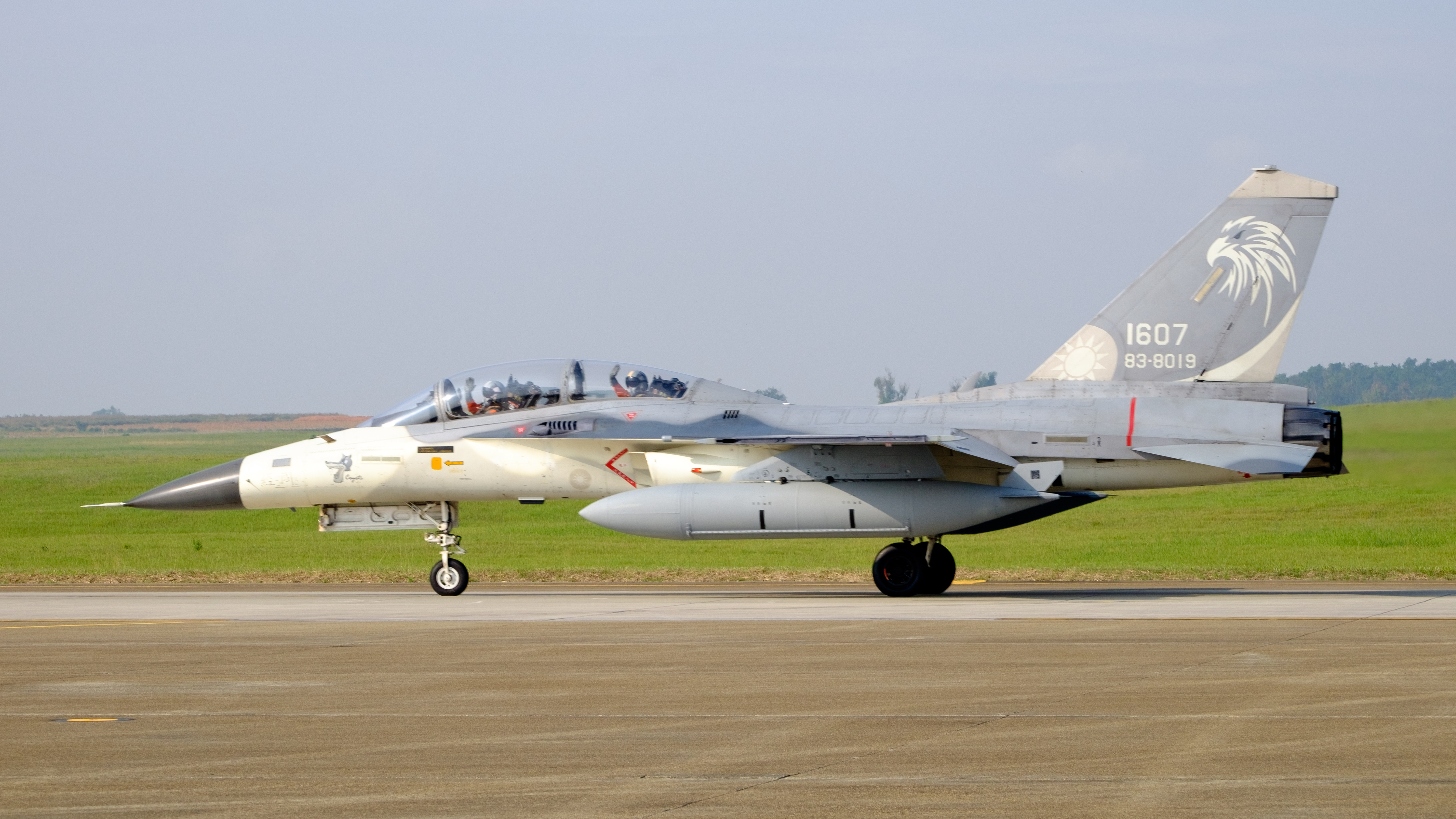
清泉崗空軍基地の中華民国空軍F-CK-1戦闘機（2016年11月26日）
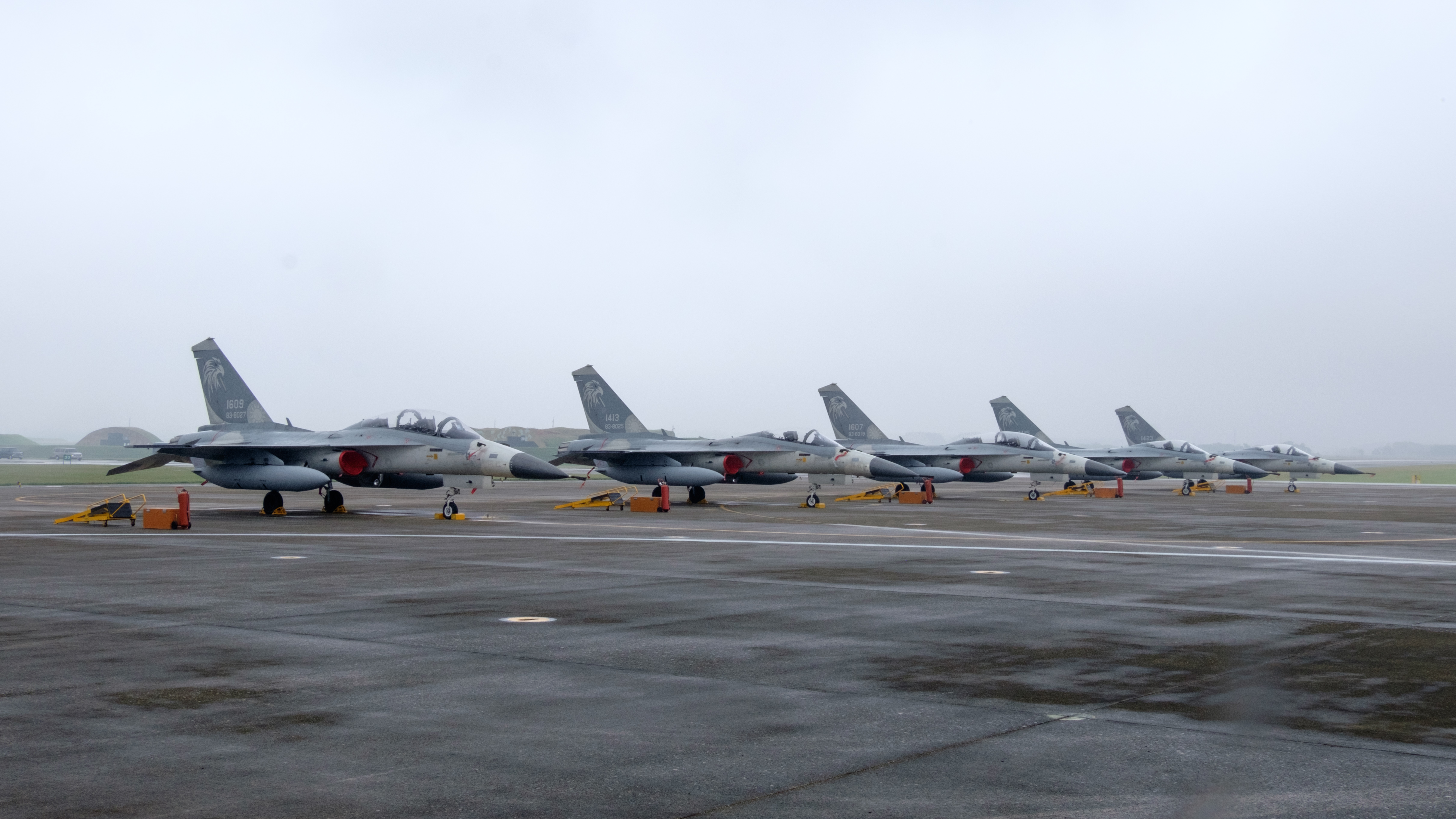
清泉崗空軍基地の台湾空軍F-CK-1戦闘機（2016年11月26日）
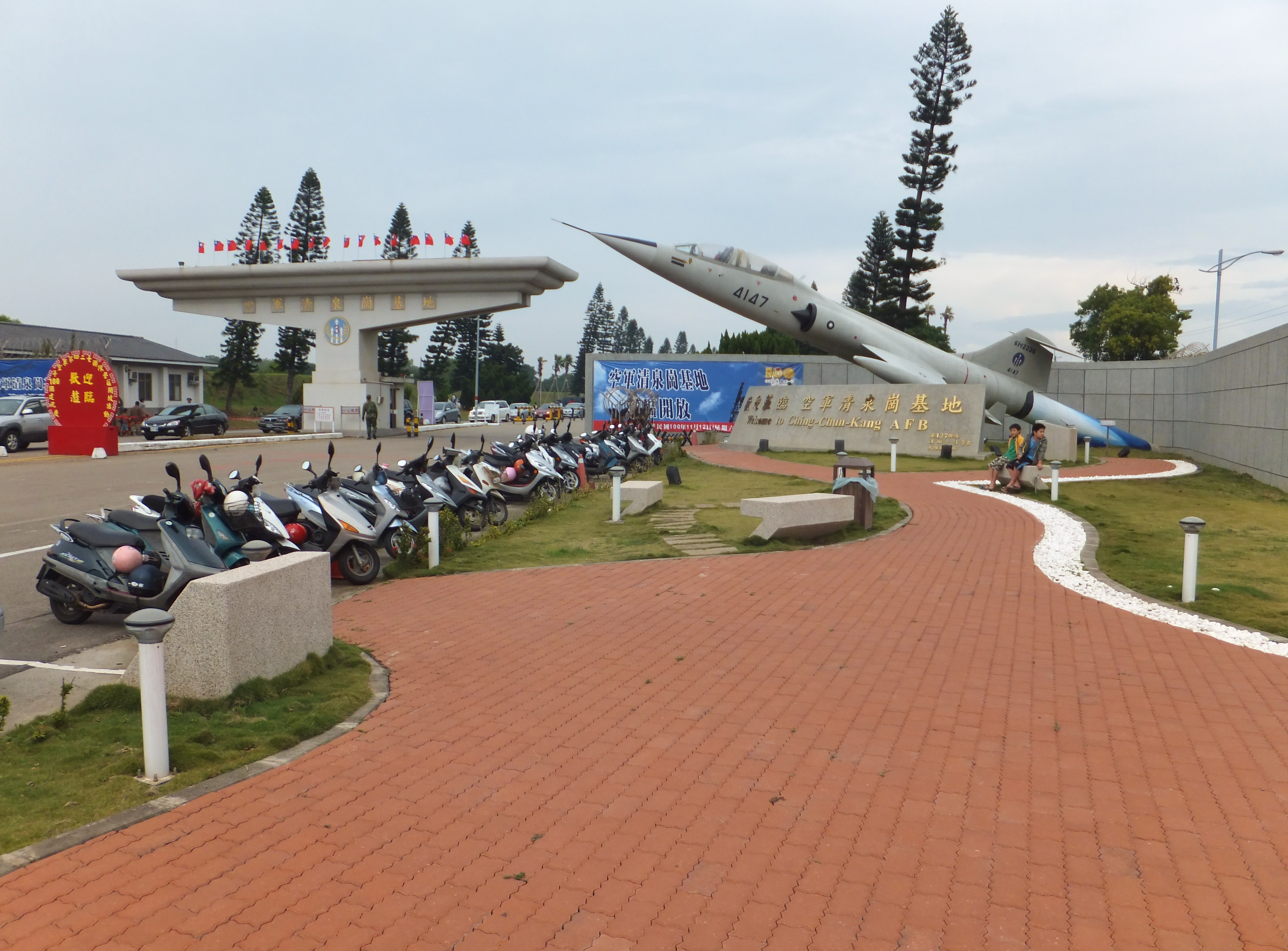
清泉崗基地正門とゲートガードのスターファイター
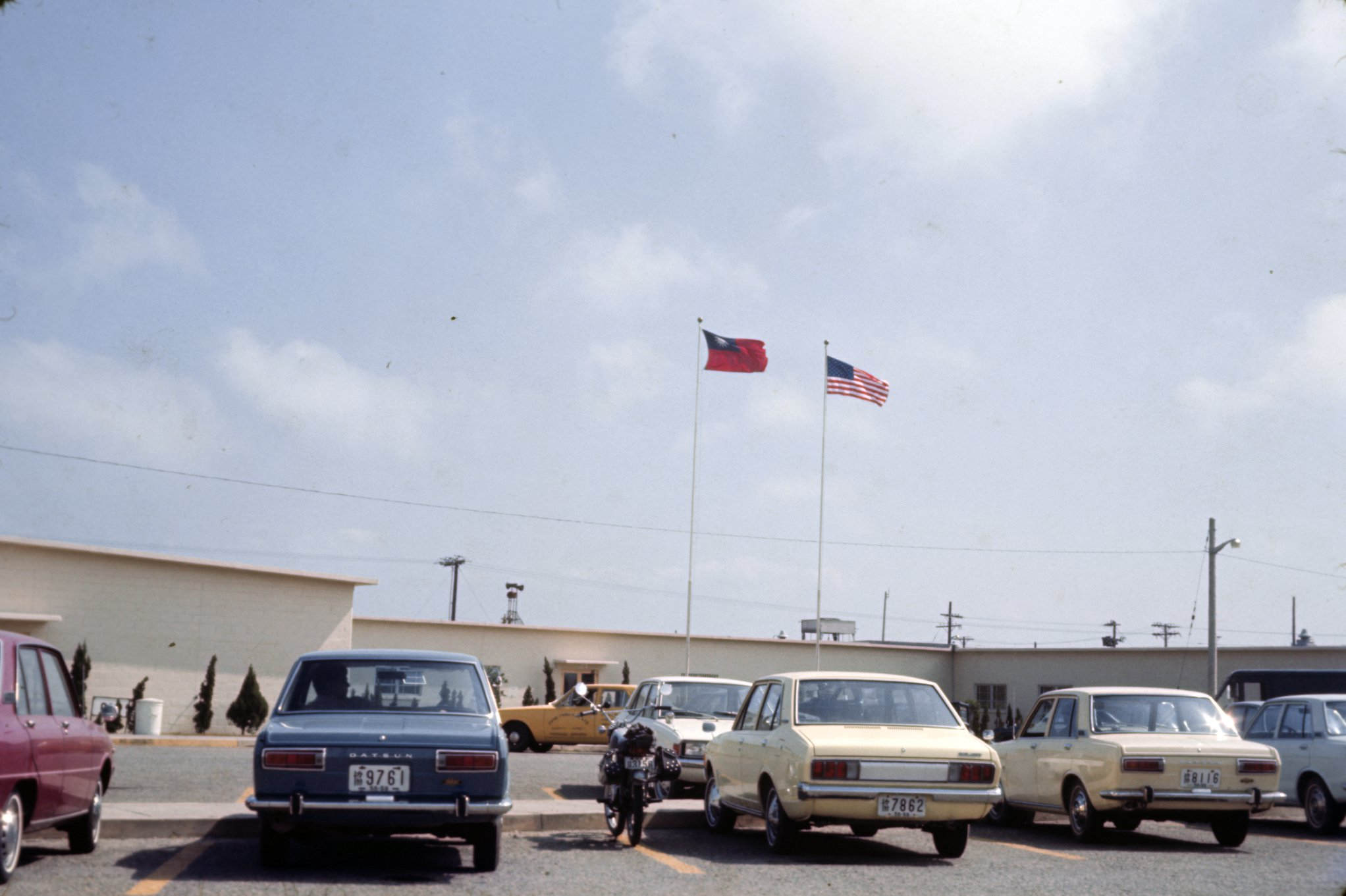
アメリカ空軍の第6217戦闘支援群本部（1971年）
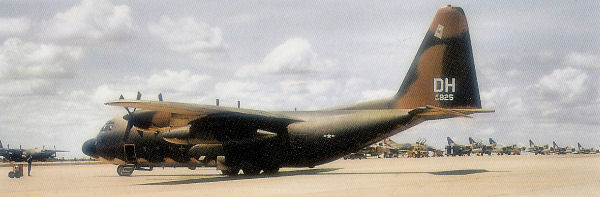
清泉崗空軍基地に駐留するアメリカ第5空軍第374空輸航空団のC-130E輸送機（1972年）
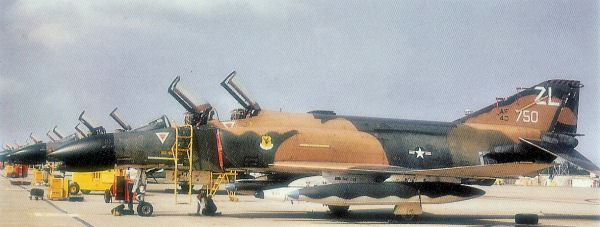
清泉崗空軍基地に駐留しているアメリカ空軍第18航空団第44戦闘飛行隊、F-4C戦闘機（1973年10月2日）

- 中華民国空軍 （繁体字中国語）